# 完顏福壽
完顏福壽（？—1163年），曷速館人。他的父親完顏合住，建國初期前來歸順，被授予猛安。
天眷二年（1139年），完顏福壽繼承父親完顏合住的職位，被授予定遠大將軍，其後晉升為金吾衛上將軍。海陵王在位時期，為了減少合併猛安謀克，於是停止了對他的加封。
正隆六年（1161年），海陵王攻打宋朝，完顏福壽率領婁室、台答藹兩位猛安由山東道進軍到泰安。接受了命令後，完顏福壽於是勸將校們向北撤退，而高忠建、盧萬家奴等也各自率領軍隊一萬多人來歸順東京，想共同擁立完顏雍做皇帝。完顏福壽到達遼口，完顏雍派徒單思忠、府吏張謀魯瓦等前來迎候，以了解他的去向。徒單思忠等幾個人騎馬到完顏福壽軍中，拜見他們並問道：「將軍您為什麼到這裡？」完顏福壽等向南指向皇帝海陵王身處之地說：「這個人失去道義，不能保持天下。完顏雍是太祖皇帝親孫，我們想推立他做皇帝，所以來到這裡。」諸軍都向東朝拜，高呼萬歲。完顏福壽寫信交給徒單思忠。完顏福壽敦促各軍渡過遼水，直到東京城下，然後告諭軍士武裝進入衛宮城，殺了高存福等人。第二天，完顏福壽同諸將及東京官民隨婆速路兵馬都統總管完顏謀衍勸說完顏雍登基。完顏雍即皇帝位，即任完顏福壽為元帥右監軍，賞賜給他銀子、錢幣及御馬。
初時，完顏謀衍來到，諸軍會合，把完顏福壽的軍隊排列在左邊，高忠建的軍隊排在右邊。高忠建說：「為什麼把我的軍隊排在右邊？」完顏謀衍說：「我讓這樣排的，你怎敢說這話！」完顏福壽說：「剛開始建立大事業，左右軍的高低不值得爭。」於是讓高忠建的軍隊當作左軍。金世宗聽說此事，認為完顏福壽很賢能。不久，完顏福壽隨從完顏謀衍在北京討伐白彥敬、紇石烈志寧。這年冬天，金世宗聽說臨潢尹兼元帥左都監完顏吾扎忽等剿滅叛將移剌窩斡時作戰不利，命令完顏福壽率兵前去討伐。完顏福壽打敗了敵軍，俘虜一萬多人。金世宗用紇石烈志寧代替完顏福壽的職務，把他召回京城，授予他為興平軍節度使，恢復他世襲猛安的名位，不久任命他領濟州路諸軍事。大定三年（1163年），完顏福壽逝世。

## 延伸阅读
[在维基数据编辑]
 《金史·卷86》，出自脱脱《遼史》